# آپولوی کوهستان
آپولوی کوهستان (نام علمی: Parnassius apollo) نام یک گونه از سرده پارناسیوس است.